# Nasr
Nasr, mit vollem Namen Abu al Juyusch Nasr ben Mohammed (* 1. November 1287 wahrscheinlich in Granada; † 16. November 1322 in Guadix), war Emir von Granada von 1309 bis 1314.
Nasr errang mit der Absetzung seines älteren Bruders Muhammad III. (1302–1309) die Herrschaft im Emirat von Granada. Er bemühte sich zunächst die außenpolitische Isolation des Nasridenreichs aufzubrechen und erreichte gegen erhebliche Zugeständnisse einen Ausgleich mit den Meriniden von Marokko. Dennoch wurde er 1314 abgesetzt. Nachfolger wurde Ismail I.